# مهسا جلال بدیعی
مهسا جلال بدیعی، فعال مدنی ۳۹ ساله اهل شهر رشت، به دلیل فعالیت‌های علمی و کتاب‌خوانی، به ویژه در زمینه ترویج نظریه تکامل و فرگشت، در شبکه‌های اجتماعی شناخته شده است. وی به دلیل اتهامات مختلف از سوی دادگاه انقلاب اسلامی رشت بازداشت و به زندان لاکان منتقل شد. مهسا جلال بدیعی، متولد ۱۳۶۴ و مادر یک فرزند است.

## بازداشت و محکومیت
در تاریخ ۲۲ مهر، مهسا جلال بدیعی پس از احضار به شعبه اجرای احکام دادگاه انقلاب رشت، برای سپری کردن دوران محکومیت خود به زندان لاکان منتقل شد. بر اساس حکم صادره از سوی قاضی شعبه سوم دادگاه انقلاب اسلامی رشت، او به اتهام «تبلیغ علیه نظام» به ۷ ماه و ۱۵ روز حبس و به دلیل «فعالیت آموزشی و تبلیغی انحرافی مغایر یا مخل به شرع مقدس اسلام» به ۳ سال و ۶ ماه و یک روز حبس محکوم گردید. علاوه بر این، وی به ۱۰ سال محرومیت از حقوق اجتماعی به عنوان مجازات تکمیلی محکوم شد.

### دلایل محکومیت
اتهامات علیه مهسا جلال بدیعی بر اساس گزارش‌های موجود، شامل فعالیت‌های او در زمینه ترویج و معرفی کتاب‌هایی مانند «علی قتال عرب»، «انسان خدا را آفرید» و «اشک تمساح» در فضای مجازی است. این کتب از سوی دادگاه به عنوان «ممنوعه و انحرافی» معرفی شده و دلیل صدور حکم حبس او ذکر شده‌اند.

## نقد حقوقی و واکنش‌ها
گروه مشاوران حقوقی «دادبان» در شبکه اجتماعی «ایکس» (پیش‌تر توییتر) با اعتراض به این حکم، استناد به ماده ۵۰۰ قانون مجازات اسلامی را زیر سؤال برده و تأکید کرده‌اند که صرف مطالعه و بازگویی محتوای کتاب‌های علمی نمی‌تواند مصداق «عمل مجرمانه» باشد. این گروه تأکید دارند که شرط تحقق این جرم، آموزش یا تبلیغ علیه اسلام و ادیان است، نه صرفاً انتشار مطالب علمی.

## وضعیت خانوادگی
خانم بدیعی در شرایطی زندانی شده که سرپرست فرزند نوجوان و والدین سالخورده‌اش بوده است. این وضعیت، اعتراضاتی را از سوی فعالان حقوق بشر و مدنی برانگیخته است، که بازداشت او را نه تنها ناعادلانه، بلکه مغایر با حقوق انسانی او به عنوان مادر و سرپرست خانواده می‌دانند.

## بازداشت پیشین
مهسا جلال بدیعی پیش‌تر در ۲۴ اردیبهشت توسط نیروهای امنیتی جمهوری اسلامی در رشت بازداشت شده بود. او پس از ۶ روز بازداشت با تودیع وثیقه به‌طور موقت آزاد شد.

## واکنش فعالان حقوق بشر
تعدادی از فعالان مدنی و حقوق بشر با اعتراض به حبس مهسا جلال بدیعی، جرم‌انگاری انتشار مطالب علمی دربارهٔ تکامل و فرگشت را به عنوان مصداق فعالیت علیه نظام، «قرون وسطایی» توصیف کرده‌اند و خواستار آزادی او و بازنگری در این احکام شده‌اند.